# Донки Конг (лик)
Донки Конг, такође скраћено и као ДК, измишљени је лик у серијалу видео игара Донки Конг и Марио. Горила која борави на острву Дони Конг, први пут се појавио као насловни лик и антагонист истоимене игре Нинтенда из 1981. године, која би покренула серију Донки Конг, посебно подсерију Донки Конг Кантри платформу започету истоименом игром 1994. године. Донки Конг би се пребацио са антагониста на главног јунака у остатку серије (иако се неколико делова усредсређује на његове пријатеље, посебно на Диди Конгa). Сматра се једним од најпопуларнијих и најзначајнијих ликова у историји видео игара.Марио, главни јунак оригиналне игре из 1981. године, постао је централни лик Марио франшизе; Донки Конг, који се сада удружио с Мариом, често је представљен као споредни лик у Марио играма. Такође је могао да се игра у свим уласцима у борбене серије Супер Смеж Брос., а повремено је наставио са улогом антагониста у серији Mario Vs Donkey Kong започетој 2004.Док се Донки Конг игре из 1981. године и серије „Главни Донки Конг“ често сматрају истим ликом, канон серије сматра да је Кранки Конг, деда Донки Конга представљен као Кранки у држави Донки Конг Кантри. Донки Конг из оригиналне игре, чинећи серија 'први канонски наступ Донки Конга који је Донки Конг Кантри.

## Концепт и креирање
1981. Нинтендо је тражио лиценцу за израду игре засноване на стрипу Попаја. Када је овај однос отказан, Нинтендо је одлучио да искористи прилику за стварање оригиналних ликова који би се затим могли пласирати на тржиште и користити у каснијим играма. Шигеру Мијамото је смислио много ликова и концепата заплета, али се на крају ипак одлучио за љубавни троугао између гориле, столара и девојке, који је одражавао ривалство између Баџе и Попаја за Оливе Оил. 
Баџа је заменио мајмун, за који је Мијамото рекао да није „ништа превише зло или одбојно“, и љубимац главног лика.  Мијамото је такође назвао "Лепотицу и звер" и филм из 1933. Кинг Конг као утицаје на лик. 
Мијамото је користио "магарац" да пренесе "тврдоглав" на енглеском; док је "Конг" био само генерички израз за велике мајмуне у Јапану, назив Донки Конг је имао намеру да америчкој публици пренесе "тврдоглавог мајмуна".  Када је ово име предложио америчком Нинтенду, људи су се смејали, али име се задржало. Изглед лика је за Супер НЕС 1994. редизајнирао бивши уметник ретких ликова Кевин Баилис под надзором Мијамота, који је предложио Донки Конгу црвену кравату. Баилис је представио модеран изглед Нинтенду и одмах је одобрен за 3Д медијум високе резолуције. Иако је дизајн ликова дорађиван годинама, изглед Донки Конга остаје доследан од последње модификације коју је направио Баилис.

## Појављивања

### Рана историја
Донки Конг се први пут појавио као насловни антагонист аркадне игре Донки Конг 1981. године заједно са протагонистом Мариом (тада познатим као "Џампмен") и девојком у невољи, Лејди (касније преименована у Паулину). Као Џампмен, играч мора доћи до Донки Конга на врху сваке етапе, где држи даму у заробљеништву. Донки Конг покушава да омета играчев напредак бацајући бачве, опруге и друге предмете према Јумпману. Мајмун се поново појавио следеће године у наставку Донки Конг Џуниор, где је Донки Конг заробљен и закључан у кавез од стране преименованог Мариа, док Донки Конг Џуниор креће да га спаси. Донки Конг је наставио своју антагонистичку улогу у видео игри Донки Конг 3, овог пута лик Стенли Бугмен преузео је од Мариа као протагониста. Стенли се бори против покушаја Донки Конга да нападне стакленик заједно са хордом пчела убица.
Након Донки Конга, Марио је постао примарна маскота Нинтенда, док су Донки Конг и његов син потиснути у споредне улоге. Верзија Донки Конга Гејм Бој из 1994. означила је његово поновно појављивање као главни лик. Био је редизајниран, појавио се са црвеном краватом, која понекад носи његове иницијале, "ДК".

### Раре ера
Игра Суперкеj Нинтендо Ентертејнмент Систем из 1994. Донки Конг Кантри, коју је развио британски програмер игара Раре, била је почетак серије. Иако Нинтендо можда није одредио прецизан канон, у приручнику за Донки Конг Кантри наведено је да је главни јунак у овој игри заправо унук (Донки Конг III, син Донки Конга Џуниора) оригиналног Донки Конга. Донки Конг из оригиналне трилогије заправо је сада Кранки Конг у ДКК серији. Ово је такође уобичајено мишљење многих обожавалаца серије. Упркос томе што се његово име налази у насловима обе игре, ДК је девојка у невољи у наставцима Донки Конг Кантри 2: Диди Конгово питање и Донки Конг Кантри 3: Диксијева дупла невоља!, где га заробљава К. Рул . У овим играма играч контролише Дикси Конга и једног од њених колега Конгса који су кренули да га спасу. Серија Донки Конг Кантри такође је инспирисала серију Донки Конг Ланд и телевизијску серију. У Донки Конг 64, Краљ К. Рул је возио механичко Крокодилско острво испред острва ДК након што је украо све банане и пријатеље Донки Конга.

### Каснија Раре ера
Слиједећи одлазак Раре компаније из серије, Нинтендо је произвео трилогију ритмних игара са НамЦо-ом за Нинтендо Гејмкуб познат као Донки Конга серија, која је била заснована на Намцо-овом властитом Таикоу: Друм Мастер-у, мада је направила само две игре у Сринијима у Америку. Донки Конг Џангл Бит објављен је 14. марта 2005. у Северној Америци за Гејмкуб. ДК је приказано као насилније од своје оригиналне слике и такође користили БОНГО контролере. Такође је била прва утакмица за пријем ЕРСБ Е10 + рејтинг. У октобру 2007. године, Donkey Kong: Barrel Blast пуштена је у Северној Америци за WII. На ручним конзолама, Донки Конг поново је поново удружен са својим бившим ривалским Мариом у Гејм Бој АДВЕНС, Марио Вс. Донки Конг Враћање у игру Донки Конг за дечаку у игри, Донки Конг наставио је своју антагоничну улогу из његових ранијих игара преузео компанију за играчку Марио Тој, узнемирава се због недостатка мини-Марио играчака на располагању за куповину. Игра је пратила наставак 2006. под називом Марио Вс. Донки Конг 2:Март Миниса, где је Донки Конг, који је залуђен Паулине, кидно је, отмимо је и одведе на кров Супер Мини-Марио Светског забавног парка Супер МИНИО Свет Забавни парк Игнорише МИНИ Донки Конг играчка у корист мини Мариа. Још једном се појавио као антагонист у Марио Вс. Донки Конг: Март Миниса поново!  и Mario Vs. Donkey Kong: Mini Land Mayhem!. Поред тога,  Донки Конг се појавио у ДК: Краљ у љуљању на ГБА-у око времена ударне џунгле, а у свом наставку, дк џунгле је пењач, за Нинтендо ДС. У WII игри 2010. Донки Конг Ретурнс, Донки Конг и Диди Конг се ослободио ТИКИ-овог племена, која се појављује на острву Донки Конг и хипнотизира различита створења. У игри 2014. године, Донки Конг Кантри: Тропикал Фриз, Донки Конг се поставља да врати свој дом од злих викинга познатих као сњеговића.

### Остала појављивања
Сваки Супер Марио Карт игра је представила верзију Донки Конга као лика који се могу репродуковати. Супер Марио Карт је представио Донки Конг Џуниора као лик који се може репродуковати. Савремени Донки Конг направио је свој први први појављивање у серији са Марио Карт 64 и од тада је био у свакој игри. У серији Марио Парти, он је био лик који се може играти у сва три наслова објављен за Н64, а такође и Марио Парти 4 за Гејмкуб, овај је последњи његов последњи изглед у серији неко време. На крају је постао "карактер догађаја" у каснијим играма, чинећи наступима као случајни карактер на плочи за игру. Појавио се у Марио Парти 8, још једном као случајни карактер на плочи за игру. Донки Конг се такође појављује у Марио Парти ДС-у и у Марио Парти 9 као лик који није играч, мада се вратио као овлашћено у Марио Парти 10 и у Марио Партију: Стар Раш (заједно са Диди Конгом). Донкеи Конг се појављује као кандидат у Марио Парти: ТОП 100, а касније као откључан лик у Супер Марио Парти. Донки Конг такође је направио изглед о разноврсности у разним марио спортским играма. Донки Конг је такође био биран лик у Марио Тенису, Марио Пауер Тенис, Марио Тенис: Пауер Тур, Марио Тенис Опен, Марио Тенис: Ултра Смеш и Марио Тенис Акес. Донки Конг је игран у Марио Голф-у, Марио Голф: Тоадстоол Тоур, Марио Голф: Светска турнеја и Марио Голф: Супер Раш, али не и Марио Голф: Адвенс Тур. Донки Конг је представио на штрајкачима Супер Марио за Гејмкуб и направио је свој први наступ на Wii-у у оквиру наслова Марио Стрикерс оптужених као фудбалски капетан који се може репродуковати. У Марио Супер Слуџерс се поново појављује као капетан. Донки Конг се такође појављује у бејзболу Марио Суперстар. Изгледао је изглед о готово свакој Марио и Соник игри, почевши од Марио и Соник на олимпијским зимским играма. Такође се може играти у Марио Хопс 3-он-3 и Марио Спортс Микс.

## Галерија
- Лого Донки Конга
- Породично дрво Донки Конга
- Донки Конг икона
- Донки Конг костим Косплеј